# Schistophleps hyalina
Schistophleps hyalina là một loài bướm đêm thuộc phân họ Arctiinae, họ Erebidae.